# Kreis Rendsburg-Eckernförde

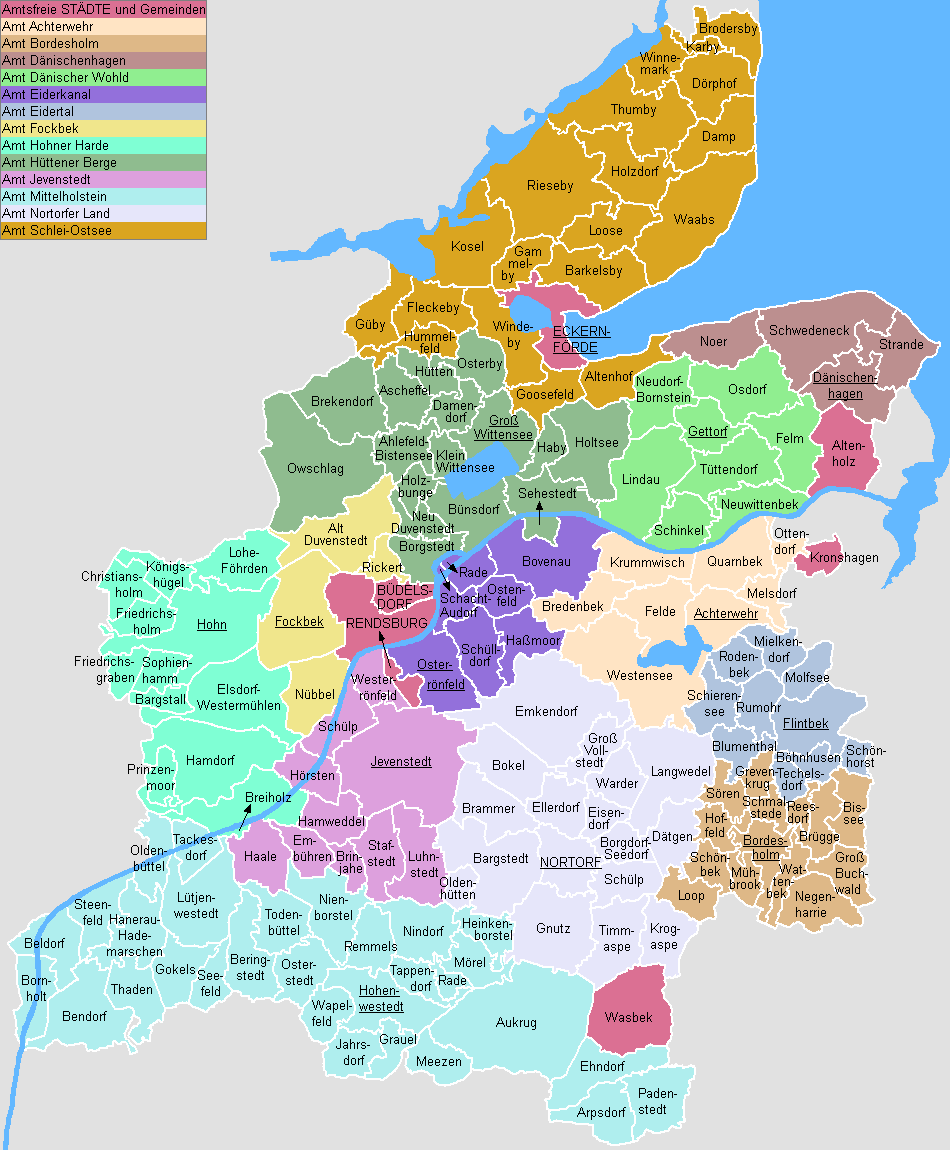
Ämter van Rendsburg-Eckernförde

Kreis Rendsburg-Eckernförde (Deens: Rendsborg-Egernførde) is een Kreis in de Duitse deelstaat Sleeswijk-Holstein. De Kreis telt 274.765 inwoners (31 december 2020) op een oppervlakte van 2.185,93 km². Kreisstadt is Rendsburg. Wat oppervlakte betreft is Rendsburg-Eckernförde de grootste kreis in de deelstaat.

## Steden en gemeenten
Rendsburg-Eckernförde is verdeeld in 165 gemeenten. De meeste van die gemeenten zijn te klein om zelf alle bestuurlijke taken uit te voeren en werken daarom samen in Amten (Ämter). Slechts zes gemeenten zijn geen deel van een Amt. De indeling:

### Amtvrije gemeenten
| - 1. Altenholz - 2. Büdelsdorf, stad | - 3. Eckernförde, stad - 4. Kronshagen | - 5. Rendsburg, stad - 6. Wasbek |

### Ämter
- geeft de gemeente aan waar het bestuur van het Amt is gevestigd.

| - 1. Amt Achterwehr 1. Achterwehr* 2. Bredenbek 3. Felde 4. Krummwisch 5. Melsdorf 6. Ottendorf 7. Quarnbek 8. Westensee - 2. Amt Bordesholm 1. Bissee 2. Bordesholm* 3. Brügge 4. Grevenkrug 5. Groß Buchwald 6. Hoffeld 7. Loop 8. Mühbrook 9. Negenharrie 10. Reesdorf 11. Schmalstede 12. Schönbek 13. Sören 14. Wattenbek - 3. Amt Dänischenhagen 1. Dänischenhagen* 2. Noer 3. Schwedeneck 4. Strande - 4. Amt Dänischer Wohld 1. Felm 2. Gettorf* 3. Lindau 4. Neudorf-Bornstein 5. Neuwittenbek 6. Osdorf 7. Schinkel 8. Tüttendorf - 5. Amt Eiderkanal 1. Bovenau 2. Haßmoor 3. Ostenfeld (Rendsburg) 4. Osterrönfeld* 5. Rade b. Rendsburg 6. Schacht-Audorf 7. Schülldorf - 6. Amt Flintbek 1. Böhnhusen 2. Flintbek* 3. Schönhorst 4. Techelsdorf - 7. Amt Fockbek 1. Alt Duvenstedt 2. Fockbek* 3. Nübbel 4. Rickert - 8. Amt Hohner Harde 1. Bargstall 2. Breiholz 3. Christiansholm 4. Elsdorf-Westermühlen 5. Friedrichsgraben 6. Friedrichsholm 7. Hamdorf 8. Hohn* 9. Königshügel 10. Lohe-Föhrden 11. Prinzenmoor 12. Sophienhamm | - 9. Amt Hüttener Berge 1. Ahlefeld-Bistensee 2. Ascheffel 3. Borgstedt 4. Brekendorf 5. Bünsdorf 6. Damendorf 7. Groß Wittensee* 8. Haby 9. Holtsee 10. Holzbunge 11. Hütten 12. Klein Wittensee 13. Neu Duvenstedt 14. Osterby 15. Owschlag 16. Sehestedt - 10. Amt Jevenstedt 1. Brinjahe 2. Embühren 3. Haale 4. Hamweddel 5. Hörsten 6. Jevenstedt* 7. Luhnstedt 8. Schülp b. Rendsburg 9. Stafstedt 10. Westerrönfeld - 11. Amt Mittelholstein 1. Arpsdorf 2. Aukrug 3. Beldorf 4. Bendorf 5. Beringstedt 6. Bornholt 7. Ehndorf 8. Gokels 9. Grauel 10. Hanerau-Hademarschen 11. Heinkenborstel 12. Hohenwestedt* 13. Jahrsdorf 14. Lütjenwestedt 15. Meezen 16. Mörel 17. Nienborstel 18. Nindorf 19. Oldenbüttel 20. Osterstedt 21. Padenstedt 22. Rade b. Hohenwestedt 23. Remmels 24. Seefeld 25. Steenfeld 26. Tackesdorf 27. Tappendorf 28. Thaden 29. Todenbüttel 30. Wapelfeld - 12. Amt Molfsee 1. Blumenthal 2. Mielkendorf 3. Molfsee* 4. Rodenbek 5. Rumohr 6. Schierensee | - 13. Amt Nortorfer Land 1. Bargstedt 2. Bokel 3. Borgdorf-Seedorf 4. Brammer 5. Dätgen 6. Eisendorf 7. Ellerdorf 8. Emkendorf 9. Gnutz 10. Groß Vollstedt 11. Krogaspe 12. Langwedel 13. Nortorf, stad * 14. Oldenhütten 15. Schülp b. Nortorf 16. Timmaspe 17. Warder - 14. Amt Schlei-Ostsee (bestuurszetel: Eckernförde) 1. Altenhof 2. Barkelsby 3. Brodersby 4. Damp 5. Dörphof 6. Fleckeby 7. Gammelby 8. Goosefeld 9. Güby 10. Holzdorf 11. Hummelfeld 12. Karby 13. Kosel 14. Loose 15. Rieseby 16. Thumby 17. Waabs 18. Windeby 19. Winnemark |

Achterwehr · Ahlefeld-Bistensee · Alt Duvenstedt · Altenhof · Altenholz · Arpsdorf · Ascheffel · Aukrug · Bargstall · Bargstedt · Barkelsby · Beldorf · Bendorf · Beringstedt · Bissee · Blumenthal · Böhnhusen · Bokel · Bordesholm · Borgdorf-Seedorf · Borgstedt · Bornholt · Bovenau · Brammer · Bredenbek · Breiholz · Brekendorf · Brinjahe · Brodersby · Brügge · Büdelsdorf · Bünsdorf · Christiansholm · Damendorf · Damp · Dänischenhagen · Dätgen · Dörphof · Eckernförde · Ehndorf · Eisendorf · Ellerdorf · Elsdorf-Westermühlen · Embühren · Emkendorf · Felde · Felm · Fleckeby · Flintbek · Fockbek · Friedrichsgraben · Friedrichsholm · Gammelby · Gettorf · Gnutz · Gokels · Goosefeld · Grauel · Grevenkrug · Groß Buchwald · Groß Vollstedt · Groß Wittensee · Güby · Haale · Haby · Hamdorf · Hamweddel · Hanerau-Hademarschen · Haßmoor · Heinkenborstel · Hoffeld · Hohenwestedt · Hohn · Holtsee · Holzbunge · Holzdorf · Hörsten · Hummelfeld · Hütten · Jahrsdorf · Jevenstedt · Karby · Klein Wittensee · Königshügel · Kosel · Krogaspe · Kronshagen · Krummwisch · Langwedel · Lindau · Lohe-Föhrden · Loop · Loose · Luhnstedt · Lütjenwestedt · Meezen · Melsdorf · Mielkendorf · Molfsee · Mörel · Mühbrook · Negenharrie · Neudorf-Bornstein · Neu Duvenstedt · Neuwittenbek · Nienborstel · Nindorf · Noer · Nortorf · Nübbel · Oldenbüttel · Oldenhütten · Osdorf · Ostenfeld (Rendsburg) · Osterby · Osterrönfeld · Osterstedt · Ottendorf · Owschlag · Padenstedt · Prinzenmoor · Quarnbek · Rade b. Hohenwestedt · Rade b. Rendsburg · Reesdorf · Remmels · Rendsburg · Rickert · Rieseby · Rodenbek · Rumohr · Schacht-Audorf · Schierensee · Schinkel · Schmalstede · Schönbek · Schönhorst · Schülldorf · Schülp b. Nortorf · Schülp b. Rendsburg · Schwedeneck · Seefeld · Sehestedt · Sophienhamm · Sören · Stafstedt · Steenfeld · Strande · Tackesdorf · Tappendorf · Techelsdorf · Thaden · Thumby · Timmaspe · Todenbüttel · Tüttendorf · Waabs · Wapelfeld · Warder · Wasbek · Wattenbek · Westensee · Westerrönfeld · Windeby · Winnemark